# Volta à Polónia de 2012
A 69ª edição da Volta à Polónia disputou-se entre 10 e 16 de julho de 2012, com um percurso de 1 234,7 km distribuídos em sete etapas, com início em Karpacz e final em Cracóvia. Devido à celebração dos Jogos Olímpicos de Londres, que começaram a 27 de julho, esta carreira teve que adiantar sua celebração com respeito a outros anos anteriores.
A carreira fez parte do calendário UCI World Tour de 2012.
O ganhador final foi Moreno Moser (quem ademais fez-se com duas etapas). Acompanharam-lhe no pódio Michał Kwiatkowski e Sergio Henao, respectivamente.
Nas classificações secundárias impuseram-se Tomasz Marczynski (montanha), Ben Swift (pontos), Adrian Kurek (metas volantes) e Sky (equipas).

## Equipas participantes
Tomaram parte na carreira 25 equipas: os 18 de categoria UCI Pro Tour (ao ser obrigada sua participação); mais 6 de categoria Profissional Continental mediante convite da organização (Team Argos-Shimano, Caja Rural Colnago-CSF Inox, Farnese Vini-Selle Italia, Type 1-Sanofi e Utensilnord Named); e uma selecção da Polónia (com corredores de equipas dos Circuitos Continentais UCI) baixo o nome de Reprezentacja Polski. Formando assim um pelotão de 200 ciclistas (o máximo permitido para carreiras profissionais), com 8 corredores a cada equipa, dos que acabaram 154. As equipas participantes foram:
| Equipa                           | Cód. UCI |
| -------------------------------- | -------- |
| Liquigas-Cannondale              | LIQ      |
| Omega Pharma-Quick Step          | OPQ      |
| BMC Racing Team                  | BMC      |
| Lampre-ISD                       | LAM      |
| Katusha Team                     | KAT      |
| Astana Pro Team                  | AST      |
| Team Saxo Bank-Tinkoff Bank      | SAX      |
| Vacansoleil-DCM Pro Cycling Team | VCD      |
| Rabobank Cycling Team            | RAB      |
| RadioShack-Nissan                | RNT      |
| Orica-GreenEDGE                  | OGE      |
| Lotto Belisol                    | LTB      |
| Garmin-Sharp                     | GRM      |
| Sky Procycling                   | SKY      |
| AG2R La Mondiale                 | ALM      |
| FDJ-Big Mat                      | FDJ      |
| Movistar Team                    | MOV      |
| Euskaltel-Euskadi                | EUS      |

| Equipa                    | Cód. UCI |
| ------------------------- | -------- |
| Caja Rural                | CJR      |
| Team Argos-Shimano        | ARG      |
| Colnago-CSF Inox          | COG      |
| Farnese Vini-Selle Italia | FAR      |
| Team Type 1-Sanofi        | TT1      |
| Utensilnord Named         | UMA      |
| Reprezentacja Polski      |          |

## Etapas
| Etapa | Data        | Percurso                                                  | km    | Ganhador       | Líder              |
| ----- | ----------- | --------------------------------------------------------- | ----- | -------------- | ------------------ |
| 1ª    | 10 de julho | Karpacz-Jelenia Góra                                      | 179,5 | Moreno Moser   | Moreno Moser       |
| 2ª    | 11 de julho | Wałbrzych-Opole                                           | 239,4 | Ben Swift      | Moreno Moser       |
| 3ª    | 12 de julho | Kędzierzyn-Koźlhe-Cieszyn                                 | 201,7 | Zdeněk Štybar  | Moreno Moser       |
| 4ª    | 13 de julho | Będzin-Katowice                                           | 127,8 | Aidis Kruopis  | Michał Kwiatkowski |
| 5ª    | 14 de julho | Rabka-Zdrój-Zakopane                                      | 163,1 | Ben Swift      | Michał Kwiatkowski |
| 6ª    | 15 de julho | Bukowina Tatrzańska (Terma Hotel Spa)-Bukowina Tatrzańska | 191,8 | Moreno Moser   | Moreno Moser       |
| 7ª    | 16 de julho | Cracóvia-Cracóvia                                         | 131,4 | John Degenkolb | Moreno Moser       |

## Classificações finais

### Classificação geral
| Posição | Ciclista           | Equipa                  | Tempo            |
| ------- | ------------------ | ----------------------- | ---------------- |
|         | Moreno Moser       | Liquigas-Cannondale     | 30 h 15 min 49 s |
| 2       | Michał Kwiatkowski | Omega Pharma-Quick Step | a 5 s            |
| 3       | Sergio Henao       | Sky                     | a 16 s           |
| 4       | Aleksandr Kolobnev | Katusha                 | a 25 s           |
| 5       | Linus Gerdemann    | RadioShack-Nissan       | a 28 s           |
| 6       | Rinaldo Nocentini  | Ag2r                    | a 29 s           |
| 7       | Íon Izagirre       | Euskaltel-Euskadi       | m.t.             |
| 8       | Tiago Machado      | RadioShack-Nissan       | m.t.             |
| 9       | Alexandre Geniez   | Argos-Shimano           | m.t.             |
| 10      | Rigoberto Urán     | Sky                     | m.t.             |

### Classificação da montanha
| Posição | Ciclista             | Equipa               | Pontos |
| ------- | -------------------- | -------------------- | ------ |
|         | Tomasz Marczynski    | Vacansoleil-DCM      | 85     |
| 2       | Daniel Teklehaimanot | Orica GreenEDGE      | 46     |
| 3       | Bartosz Huzarski     | Reprezentacja Polski | 43     |
| 4       | Sergio Henao         | Sky                  | 30     |
| 5       | Tom Slagter          | Rabobank             | 28     |

### Classificação por pontos
| Posição | Ciclista           | Equipa                  | Pontos |
| ------- | ------------------ | ----------------------- | ------ |
|         | Ben Swift          | Sky                     | 77     |
| 2       | Michał Kwiatkowski | Omega Pharma-Quick Step | 69     |
| 3       | Moreno Moser       | Liquigas-Cannondale     | 59     |
| 4       | Sergio Henao       | Sky                     | 52     |
| 5       | Theo Bos           | Rabobank                | 47     |

### Classificação de meta-las volantes
| Posição | Ciclista           | Equipa                  | Pontos |
| ------- | ------------------ | ----------------------- | ------ |
|         | Adrian Kurek       | Utensilnord Named       | 11     |
| 2       | Lukasz Bodnar      | Reprezentacja Polski    | 9      |
| 3       | Michał Kwiatkowski | Omega Pharma-Quick Step | 7      |
| 4       | Mikhail Ignatiev   | Katusha                 | 5      |
| 5       | Fabian Wegmann     | Garmin-Sharp            | 4      |

### Classificação por equipas
| Posição | Equipa                  | Tempo            |
| ------- | ----------------------- | ---------------- |
|         | Sky                     | 90 h 49 min 30 s |
| 2       | RadioShack-Nissan       | a 4 s            |
| 3       | Movistar                | a 1 min 25 s     |
| 4       | Ag2r                    | a 2 min 19 s     |
| 5       | Omega Pharma-Quick Step | a 2 min 37 s     |

## Evolução das classificações
| Etapa (Vencedor)          | Classificação geral Żoułta koszulka | Classificação da montanha Klasyfikacja górska | Classificação por pontos Klasyfikacja punktowa | Classificação das metas volantes Klasyfikacja najaktywniejszych | Classificação por equipas Klasyfikacja drużynowa |
| ------------------------- | ----------------------------------- | --------------------------------------------- | ---------------------------------------------- | --------------------------------------------------------------- | ------------------------------------------------ |
| 1ª etapa (Moreno Moser)   | Moreno Moser                        | Daniel Teklehaimanot                          | Moreno Moser                                   | Sylvain Georges                                                 | Movistar                                         |
| 2ª etapa (Ben Swift)      | Moreno Moser                        | Daniel Teklehaimanot                          | Fabian Wegmann                                 | Lukasz Bodnar                                                   | Sky                                              |
| 3ª etapa (Zdeněk Štybar)  | Moreno Moser                        | Daniel Teklehaimanot                          | Moreno Moser                                   | Lukasz Bodnar                                                   | Sky                                              |
| 4ª etapa (Aidis Kruopis)  | Michał Kwiatkowski                  | Daniel Teklehaimanot                          | Ben Swift                                      | Adrian Kurek                                                    | Sky                                              |
| 5ª etapa (Ben Swift)      | Michał Kwiatkowski                  | Daniel Teklehaimanot                          | Ben Swift                                      | Adrian Kurek                                                    | Sky                                              |
| 6ª etapa (Moreno Moser)   | Moreno Moser                        | Tomasz Marczynski                             | Michał Kwiatkowski                             | Adrian Kurek                                                    | Sky                                              |
| 7ª etapa (John Degenkolb) | Moreno Moser                        | Tomasz Marczynski                             | Ben Swift                                      | Adrian Kurek                                                    | Sky                                              |
| Final                     | Moreno Moser                        | Tomasz Marczynski                             | Ben Swift                                      | Adrian Kurek                                                    | Sky                                              |